# 女人一代記
《女人一代記》（日语：／ Onna no ichidaiki），又稱《一代驕女》，為2005年11月24日至11月26日於日本富士電視台播出（全三集皆於21點播出）的特別電視劇系列。於2007年1月12日播出由菅野美穗主演的特別篇「女人一代記・向井千秋」。

## 内容
本作介紹了於明治、大正和昭和時期出生日本女性名人的人生。

### 瀨戶內寂聽
宮澤理惠主演第一話『瀨戶內寂聽‧出家即是一邊活著一邊死亡』，於2005年11月24日播出。
本系列在2005年播出時，瀨戶內寂聽是唯一尚在人世的人物。從年輕時的激情的每日，到出家後得到心的寂靜為止的壯烈劇。解說了為何瀨戶內進入佛門之謎。宮澤理惠的特別妝扮讓她看起來像光頭的畫面成了話題。
於播出前瀨戶內本人訪問了其母校德島縣立城東高等學校，並公開演說了播出內容的真實等。

### 越路吹雪
天海祐希主演第二話『愛的生涯～直到這生命燃燒殆盡前我要引吭高歌～』，於2005年11月25日播出。
介紹了誕生於寶塚歌劇團的香頌女王——越路吹雪。
以超越時代的名曲為襯，成功再現了燦爛華美的舞台。
描述了從她華麗的外表無法想像的大明星的苦惱和孤獨、私生活、和做了她經紀人約30年的作詞家岩谷時子之間的信賴關係等。
和越路一樣原本為寶塚歌劇團首席明星天海，自退團以來首次於電視上公開了其歌唱和舞蹈的實力。裹著豪華衣裳，獻唱了《愛的讚歌》（愛の讃歌）等越路吹雪的代表歌曲。

### 杉村春子
米倉涼子主演第三話『惡女的一生～和戲劇結婚的女演員杉村春子的生涯～』，於2005年11月26日播出。
日本演劇史上最初也是最後的大牌女演員——杉村春子。她那鮮為人知的人生首次清楚呈現。描述了不喝酒不抽菸、克服和所愛的人的死別、並奮力投入於工作的杉村的戀愛和工作生涯。

### 向井千秋
菅野美穗主演特別篇『向井千秋～宇宙追夢人～』，於2007年11月26日播出。
向井千秋為日本第一位女性太空人。

## 主題曲
- 中島美雪『生命的接力』

※收錄於專輯

## 出演
第1夜・瀨戶內寂聽『瀨戶內寂聽‧出家即是一邊活著一邊死亡』
- 瀨戶內 晴美（寂聽） - 宮澤理惠
- 小杉 慎吾 - 阿部寬
- 木下 涼太 - 中村勘太郎
- 佐伯 十三 - 火野正平
- 瀨戶內 小春 - 市毛良枝
- 今 東光 - 伊武雅刀
- 楠本 - 佐野史郎
- 瀨戶內 豐吉 - 大杉漣
- 瀨戶內 艷 - 齊藤由貴（特別出演）
- 小俁 金 - 泉平子（特別出演）　等

第2夜・越路吹雪『愛的生涯～直到這生命燃燒殆盡前我要引吭高歌～』
- 越路 吹雪 - 天海祐希：昭和的大明星（少女時代 - 新垣結衣）
- 岩谷 時子 - 松下由樹：越路的經紀人兼作詞家
- 內藤 法美 - 小澤征悅：越路的丈夫、音樂家
- 優子 - 須藤理彩：越路吹雪迷
- 太田 和子 - 上原美佐：負責家中雜務
- 酒館管理人 - 渡邊哲
- 寶塚歌劇團出版部編集長 - 溫水洋一
- 花屋 - 田中圭
- 特別出演 
  - 黛 敏郎 - 谷原章介：作曲家
  - 山本 紫朗 - 鶴見辰吾：日生劇場的演出家
  - 阿部 - 原田泰造：越路打麻將的同伴
  - 松岡 辰郎 - 田村亮：東寶株式會社社長
  - 藤本 真澄 - 風間杜夫：藤本製作社長・東寶重要人物　等

第3夜・杉村春子『惡女的一生～和戲劇結婚的女演員　杉村春子的生涯～』
- 杉村 春子 - 米倉涼子
- 森本 薰 - 柳葉敏郎
- 長廣 岸郎 - 山口達也
- 石山 季彥 - 成宮寬貴
- 田上 冬子 - 杉田薰
- 小川 康生 - 板尾創路
- 太地 喜和子 - 成膳任　等

特別編『向井千秋～宇宙追夢人～』
- 向井 千秋 - 森迫永依→菅野美穗
- 向井 万起男 - 石黒賢
- 内藤 智晴 - 櫻井詩月→加藤ローサ
- 内藤 裕文 - 早川恭崇
- 内藤 雅文 - 丸山歩夢
- 毛利　衛 - 辻義人
- 土井　隆雄 - 羽根田陽一
- 栗橋教授 - 森本レオ
- 杉本 - 西村雅彦
- 内藤 喜久男 - 井上順
- 内藤 ミツ - 吉行和子

## 工作人員
第1夜
- 原作：瀨戶內寂聽

　『（場所）』（新潮社刊）
- 腳本：神山由美子
- 製作統括：大多亮、石原隆
- 企劃：喜多麗子、中村百合子
- 製作人：中村百合子、鈴木伸太郎／永井麗子
- 演出：星田良子
- 製作：富士電視台、

第2夜
- 原案：岩谷時子

　『（愛和哀傷的疊唱）』（講談社刊）
- 腳本：水谷龍二
- 製作統括：大多亮、石原隆
- 題字：黑柳徹子
- 企劃：喜多麗子、中村百合子
- 製作人：喜多麗子
- 演出：永山耕三
- 振付：川崎悅子
- 歌唱指導：楊淑美
- 製作著作：富士電視台

第3夜
- 原案：中丸美繪

　『（杉村春子　身為女演員，身為女人）』（文藝春秋刊）
- 腳本：林宏司
- 製作統括：大多亮、石原隆
- 企劃：喜多麗子、中村百合子
- 製作人：西岡善信（映像京都）、酒井實（映像京都）／塚田洋子
- 演出：平野真
- 製作：栗原美和子
- 製作協力：映像京都株式會社
- 製作著作：富士電視台

特別編『向井千秋　～宇宙追夢人～』
- 原作:向井万起男『君について行こう』『続・君について行こう　女房が宇宙を飛んだ』（講談社刊）
- 脚本:折戸伸弘
- 制作統括:大多亮、石原隆
- 企画:大山勝美（カズモ）、中村百合子
- 音楽:大島ミチル
- プロデュース:牧野正、東康之
- 演出:鈴木雅之

## 外部連結
- 日本官方網站
- IMDb （页面存档备份，存于）